# 29
29 (XXIX) fue un año común comenzado en sábado del calendario juliano, en vigor en aquella fecha. En el Imperio romano, era conocido como el Año del consulado de Gémino y Gémino (o menos frecuentemente, año 782 Ab urbe condita). La denominación 29 para este año ha sido usado desde principios del período medieval, cuando la era A. D. se convirtió en el método prevalente en Europa para nombrar a los años.

## Acontecimientos
- Los romanos toman Serdica (moderna Sofía), llamada así por la tribu celta de los Serdi.
- Agripina la Mayor es exiliada a la isla de Pandataria, y sus hijos (salvo Calígula) son apresados por Sejano.
- Jesús es bautizado por Juan el Bautista (lucas 3:1)

## Fallecimientos
- Livia, esposa de Augusto y madre de Tiberio.